# Vladislav (district de Třebíč)
Pour les articles homonymes, voir Vladislav.
Vladislav (en allemand : Wladislau) est un bourg (městys) du district de Třebíč, dans la région de Vysočina, en République tchèque. Sa population s'élevait à 1 206 habitants en 2024.

## Géographie
Vladislav est arrosée par la Jihlava et se trouve à 8 km à l'est de Třebíč, à 35,5 km au sud-est de Jihlava et à 149 km au sud-est de Prague.
La commune est limitée par Trnava et Valdíkov au nord, par Smrk et Číměř à l'est, par Třebenice et Dolní Vilémovice au sud, et par Slavičky, Kožichovice et Třebíč à l'ouest.

## Histoire
La première mention écrite de la localité date de 1104.

## Administration
La commune se compose de trois sections :
- Hostákov
- Střížov
- Vladislav

## Transports
Par la route, Vladislav se trouve à 8,5 km de Třebíč, à 41,5 km de Jihlava et à 177 km de Prague.